# Клещенко, Василий Петрович
Василий Петрович Клещенко (1976—2022) — российский военнослужащий, лётчик-снайпер, заместитель начальника Центра по войсковым испытаниям и лётно-методической работе 344-го Государственного центра боевого применения и переучивания лётного состава армейской авиации Министерства обороны Российской Федерации, полковник. Герой Российской Федерации (2022, посмертно).

## Биография
Родился 28 октября 1976 года в селе Ивановка Ивановского района Амурской области. В 1993 году окончил Уссурийское суворовское военное училище и поступил в Сызранское высшее военное авиационное училище.
После окончания училища в 1998 году, служил на разных лётных должностях. Участник в боевых действиях в Таджикистане и второй чеченской войны. Освоил вертолёты Ми-24, Ми-35М, Ми-8, Ми-28Н и Ка-52, имел общий налёт 2250 часов. В 2010 году в Воронеже окончил Военный учебно-научный центр ВВС РФ «Военно-воздушная академия имени профессора Жуковского и Гагарина». Был руководителем лётной группы армейской авиации «Беркуты», участвовал в парадах в Москве. Участник военной операции России в Сирии. Являлся заместителем командира 344 Центра боевого применения и переучивания летного состава, был награждён 15 медалями Министерства обороны РФ.
С 24 февраля 2022 года участвовал во вторжении России на Украину. По данным военного ведомства РФ, 15 апреля совершал ночной полёт на вертолёте Ка-52 в качестве ведущего вертолётной группы. Возле села Гусаровка Харьковской области вертолёт Клещенко уничтожил несколько единиц бронетехники противника, но был сбит на малой высоте из переносного зенитного ракетного комплекса «Игла» военнослужащим ВСУ из 93-й механизированной бригады «Холодный Яр». Клещенко не смог катапультироваться из-за поврежденных стропов парашюта и погиб. В июле группа разведчиков ГУР МО Украины и журналист Юрий Бутусов попали на место падения вертолёта и передали останки пилота российской стороне.
В августе 2022 года Указом Президента Российской Федерации за мужество и героизм, проявленные при исполнении воинского долга, гвардии полковнику Василию Петровичу Клещенко присвоено звание Героя Российской Федерации (посмертно).
18 августа Золотая Звезда Героя России была передана семье погибшего в Торжке, где и похоронен В. П. Клещенко.

## Семья
Василий Петрович Клещенко был женат. Воспитывал двух дочерей.

## Память
- 30 августа 2022 года имя В. П. Клещенко было присвоено средней общеобразовательной школе № 5 города Торжка[2][5][6][7].
- 25 октября 2022 года на аллее Героев Уссурийского суворовского военного училища открыт бюст Василия Клещенко[8].
- 5 декабря 2022 года в Торжке имя Василия Клещенко присвоено улице, на которой расположен 344-й Центр боевого применения и переучивания лётного состава МО РФ[9].
- 9 декабря 2022 года, в День Героев Отечества, выпущена почтовая марка в серии «Герои Российской Федерации», посвященная  В.П. Клещенко (художник-дизайнер марки В. Бельтюков)[10].
- 28 апреля 2023 года на фасаде школы №5 в Торжке установлена памятная доска Клещенко[11].